# سینتسینگ
سینتسینگ (به آلمانی: Sinzing) یک شهر در آلمان است که در بایرن واقع شده‌است.

## خصوصیات
سینتسینگ ۴۴٫۳۰ کیلومترمربع مساحت دارد ۳۳۸ متر بالاتر از سطح دریا واقع شده‌است.

## خواهرخوانده
شهر چورنا خواهرخواندهٔ سینتسینگ هست.